# Ide (Kioto)
Ide (jap. 井手町 Ide-chō) – miasto w Japonii, na wyspie Honsiu, w prefekturze Kioto. Według danych na rok 2020 miejscowość zamieszkiwało 7 406 mieszkańców , a gęstość zaludnienia wyniosła 410,5 os./km².